# Carlos Chiacchio
Carlos Chiacchio (Januária, 4 giugno 1884 – Salvador, 17 luglio 1947) è stato un giornalista, scrittore e medico brasiliano.
Fù anche un poeta, docente, cronista e critico letterario oltre che un medico, fu membro dell'Accademia di Lettere di Bahia e dell'Associazione della Stampa di Bahia.

## Biografia
Figlio di Patrícia e Jacome Chiacchio, fu sposato con la signora Maria Seixas Chiacchio. La coppia non ebbe figli.
Nacque a Januária, crebbe a Salvador, frequentò le scuole Spencer e Carneiro Ribeiro, e la facoltà di medicina, laureandosi nel 1910.

## Carriera
Lavorò come medico presso la Viação Férrea Federal Leste Brasileiro, al Lloyde Brasileiro, e alla Commissione Federale di Studi sulla Costruzione della Ferrovia Machado Portela-Carinhanha.
Successivamente fu professore di filosofia all'Università federale di Bahia.
Ha lavorato come giornalista presso il giornale A Tarde a Salvador, e nel quotidiano O Imparcial.

## Opere pubblicate
- A Margem de uma Polêmica (1914)
- Os Grifos (1923)
- Infância (1938)
- Biocrítica (1941)
- Cronologia de Rui (1949)